# Blood Ceremony
Blood Ceremony (с англ. — «Кровавая церемония») — канадская дум-метал группа, образованная в Торонто, в 2006 году. Стиль Blood Ceremony был описан лейблом Rise Above Records, выпустившим их первый альбом, как «flute-tinged witch rock» (ведьминский рок с оттенками  флейты), их тексты наполнены атмосферой чёрной магии и содержат отсылки к классическим фильмам ужасов. Лидер группы (вокал/флейта/орган) Алия О’Брайен примечательна своими флейтовыми соло в стиле Яна Андерсона из Jethro Tull Архивная копия от 21 марта 2017 на Wayback Machine. О’Брайен создала группу совместно с гитаристом Шоном Кеннеди, автором большей части текстов песен. Torontoist называют Blood Ceremony «Самой оригинальной группой Торонто».

## История группы
Летом 2007 года они записывают свой дебютный альбом — «Blood Ceremony», выпущенный на лейбле Rise Above Records в 2008 году.
Этот альбом — смесь звучания тяжёлых групп прошлого(таких как Black Sabbath), прогрессивного рока и фолка. После выпуска альбома Blood Ceremony проводят тур по Европе вместе с Electric Wizard.
В 2010—2011 годах группа работает над своим вторым альбомом «Living with the Ancients», который выходит 7 марта 2011 года на лейбле Rise Above Records.
В апреле 2011 года Blood Ceremony отправляются в тур по Европе и Северной Америке вместе с группой Ghost. В списке значится и престижный фестиваль Roadburn в Нидерландах.
Следующим альбомом стал The Eldritch Dark, вышедший в 2013.
В начале 2016 года группа записала и выпустила очередной альбом Lord of Misrule.
5 мая 2023 года группа выпустила альбом The Old Ways Remain.

## Участники
Действующие
- Alia O’Brien — вокал, флейта, орган
- Sean Kennedy — гитара
- Lucas Gadke — бас, бэк-вокал
- Michael Carrillo — ударные

Бывшие
- Chris Landon — бас
- Jeremy Finkelstein — ударные
- Andrew Haust — ударные

## Дискография

### Альбомы
| Годы | Альбомы                  | Пиковые позиции | Сертификат |
| Годы | Альбомы                  | FIN             | Сертификат |
| ---- | ------------------------ | --------------- | ---------- |
| 2008 | Blood Ceremony           | –               |            |
| 2011 | Living with the Ancients | –               |            |
| 2013 | The Eldritch Dark        | 34              |            |
| 2016 | Lord Of Misrule          |                 |            |
| 2023 | The Old Ways Remain      |                 |            |